# TBS女子アナ 鉄道の旅
TBS女子アナ 鉄道の旅（ティービィーエスじょしアナ てつどうのたび）は、2014年8月からTBSチャンネルで放送されている旅番組。

## 番組概要
- TBSテレビの女性アナウンサーが鉄道の旅をする番組、30分番組。
- 初回放送は第7回までTBSチャンネル1。第8回以降はTBSチャンネル2で初回放送されている。

## 出演
★は出演当時TBSアナウンサー
- 出水麻衣（#1〜#13・#21）
- 宇垣美里★（#14・15）
- 田村真子（#16〜#18）
- 野村彩也子（#20）
- 宇内梨沙（#19・#23・#25）
- 佐々木舞音（#22）
- 皆川玲奈（#24）
- 堀井美香★（ナレーション）

## 放送内容
前述の通り7回目まではTBSチャンネル1、それ以降はTBSチャンネル2で初回放送。
放送データ（一部除く）の出典はTBSチャンネル (@tbschannel) - X（旧Twitter）（現在の公式X）より。
1. 予土線 四万十川の旅（2014年8月30日・番組サイト）
2. 指宿枕崎線（2014年10月26日・番組サイト）
3. 秋田内陸縦貫鉄道（2015年3月27日・番組サイト）
4. 島原鉄道（2015年5月29日・番組サイト）
5. 富山地方鉄道/黒部峡谷鉄道（2015年7月31日）
6. 山口線SLやまぐち号（2015年10月14日）
7. SL北びわこ号（2016年7月30日）
8. 富良野&帯広 夏色列車紀行（2016年8月11日）
9. SL人吉九州・肥薩線（2016年10月14日[注釈 1]）
10. わたらせ渓谷鐵道（2016年12月16日）
11. SL冬の湿原号（2017年2月25日）
12. (SP) 長崎電気軌道（2017年4月29日）
13. 山口・岩徳線（2018年3月31日）
14. 大山・境線（2018年10月14日[注釈 2]）
15. 播但線（2019年2月2日[注釈 3]）
16. 鳥取・若桜鉄道（2019年4月30日）
17. 函館本線（2019年8月4日）
18. のと鉄道 演歌紀行（2021年3月27日）
19. 富良野線 夏色ラベンダー紀行（2021年9月25日）
20. えちごトキめき鉄道（2022年1月23日）
21. 真岡鐵道ストロベリー紀行（2022年3月26日）
22. えちぜん鉄道 白銀誘う時空の旅（2022年3月27日）
23. 津軽鉄道秋景色（2022年11月20日）
24. ふたつ星4047で巡るゆるりふれあい旅（2023年1月8日）
25. 初めてづくし！秋田内陸縦貫鉄道（2023年9月23日）

## 関連番組
2007年から2014年にかけて、TBSの女性アナウンサーが鉄道の旅をする、TBSチャンネル向けのオリジナル番組が制作・放送されていた。
- 日本全国駅弁選手権（2007年・全4回）
- 青木裕子の「津軽鉄道の旅」（2008年10月）
- 出水麻衣のSL紀行〜釧路・冬の湿原号〜（2009年3月）
- TBS女子アナ 日本歴史探訪（2013年〜2014年） - 一部鉄道を扱った放送回がある。